# فيليب ماكدونالد
فيليب ماكدونالد هو منافس ألعاب قوى كندي، ولد في 1904 في تشارلوت تاون في كندا، وتوفي في 4 يناير 1978.

## وصلات خارجية
- فيليب ماكدونالد على موقع أوليمبيديا (الإنجليزية)